# Katrin Leumann
Katrin Leumann (nascida em 8 de fevereiro de 1982) é uma atleta suíça que compete no cross-country de mountain bike. Competiu nos Jogos Olímpicos de Verão de 2004 e 2012.